# Samuel Baud-Bovy
Samuel Baud-Bovy (n. 27 noiembrie 1906, Geneva, Geneva, Elveția – d. 2 noiembrie 1986, Geneva, Geneva, Elveția) a fost un muzician, etnomuzicolog, neoelenist, profesor universitar și om politic elvețian.

## Biografie

### Familie
Samuel Baud-Bovy este fiul istoricului de artă și scriitorului Daniel Baud-Bovy și al pianistei Jeanne-Catherine Barth și nepotul pictorului Auguste Baud-Bovy. În 1934 s-a căsătorit cu Lyvia Angst (1912-1984), fiica sculptorului, desenatorului și pictorului Carl Angst, cu care a avut doi copii, Manuel și Françoise.
Una dintre surorile lui, Bilili (Marie-Louise) Baud-Bovy, cântăreață care a susținut recitaluri muzicaluri în diferite țări, a avut o relație timp de câțiva ani cu Panait Istrati, în compania căruia și a lui Nikos Kazantzakis a făcut o călătorie în URSS. Relatarea călătoriei scrisă de văduva acestuia din urmă a fost publicată postum. O altă soră, Valentine, a fost căsătorită cu Henri Boissonnas, fiul fotografului Fred Boissonnas.

### Studii
În paralel cu studiile clasice, Samuel Baud-Bovy a studiat vioara și pianul la Geneva, și apoi compoziția și muzicologia la Viena (iarna anilor 1926-1927) și Paris (1928-1929), cu Guido Adler, Paul Dukas și André Pirro. A studiat dirijatul cu Felix Weingartner la Basel și cu Hermann Scherchen la Geneva. Ca urmare a faptului că a urmat cursuri de greacă modernă cu d'Hubert Pernot la Sorbona, el a plecat în Grecia în 1929 ca bursier al fundației Lambrakis-Maunoir, care înființase un curs de greacă modernă la Facultatea de Litere a Universității din Geneva. El s-a întâlnit la Atena cu scriitori și artiști greci și a studiat muzica bizantină.

### Etnomuzicolog
În perioada 1930-1931 s-a dedicat cercetării muzicologice pe teren, în insulele din Dodecanez, aflate atunci sub mandat italian, unde a înregistrat cuvintele și muzica multor cântece populare. El va efectua în 1954 o nouă campanie muzicologică, de această dată în Creta. Înregistrările și fotografiile din această campanie se află la Muzeul instrumentelor muzicale vechi din Atena, la poalele Acropolei.

### Neoelenist
Întors la Geneva în 1931, a fost numit conferențiar, apoi, în 1942, profesor de limba și literatura greacă modernă la Universitatea din Geneva (1942-1958). În 1938, el i-a dedicat un articol premonitoriu lui Ghiorghios Seferis, iar în 1940 a fost primul care l-a tradus și prezentat publicului occidental pe Odysseas Elytis. Acești doi poeți, necunoscuți pe atunci în afara unui cerc de inițiați, chiar și în Grecia, au fost distinși cu Premiul Nobel pentru literatură în 1963 și 1979. În 1946, el i-a prezentat publicului occidental pe Andreas Kalvos, Dionýsios Solomós, Kostís Palamas, Konstantinos Kavafis și Anghelos Sikelianos, cu traduceri din poemele lor. Urmează apoi lucrări cu valoare de referință pe subiecte la fel de variate ca imnografia Bisericii Ortodoxe, balada, medievală și tradiția sa orală, existența unui teatru religios în Bizanț, geneza primei traduceri în neogreacă a Noului Testament, aspectul verbal în greaca modernă.

### Om politic
Ales ca membru independent în Consiliul administrativ al orașului Geneva (1943-1947), el a primit însărcinări culturale și artistice: angajarea muzicienilor din Orchestra Elveției romande, renovarea Grand Théâtre și a Sălii Victoria, crearea împreună cu Constantin Brăiloiu a Arhivelor Internaționale de Muzică Populară, construirea Muzeului de Istorie Naturală, instituirea în anul 1947 a „Premiului orașului Geneva”, acordat la fiecare patru ani (și care îi va fi acordat în 1975), inițierea examenului de „maturitate artistică”, introdus în 1969.

### Muzician
Samuel Baud-Bovy și-a dedicat cea mai mare parte a activității sale muzicii și dirijării orchestrei. Încă din 1933 a preluat cursul de orchestrație de la Conservatorul de muzică din Geneva; în 1942 el a inaugurat cursul de dirijat, avându-i ca studenți, printre alții, pe Michel Tabachnik, Charles Dutoit și Hubert-Moty Borgel.
Membru al Consiliului Internațional al Muzicii din cadrul UNESCO, el a prezidat din 1955 până în 1960 Asociația Muzicienilor Elvețieni. În 1947 a fost numit director adjunct al Conservatorului, apoi a îndeplinit funcția de director din 1957 până în 1970. A introdus asigurările sociale pentru cadre didactice, cursuri de interpretare muzicală (cu, printre alții, Arthur Grumiaux, Vlado Perlemuter, Pierre Fournier, Nikita Magaloff, Graziella Sciutti, Gérard Souzay) și de artă dramatică (Béatrix Dussane), o secțiune profesională de nivel academic, și a contribuit la înființarea în cadrul colegiilor geneveze a unui bacalaureat artistic și a unei reforme a statutului școlilor geneveze de muzică (Conservatorul, Conservatorul popular și Institutul Jaques-Dalcroze). El a organizat mai multe spectacole cu elevii Conservatorului, atât muzicieni, cât și dansatori și actori. A tradus în franceză «Let's Make an Opera» de Benjamin Britten.
El a dirijat, cel mai adesea cu Orchestra Elveției romande, sute de concerte, cu mari soliști, printre care David Oistrah, Clara Haskil și Dinu Lipatti. A condus din 1938 până în 1977 Societatea de Muzică Sacră din Geneva, alternând marile opere clasice ale muzicii sacre cu opere mai puțin cunoscute ale unor compozitori precum Bach, Mozart sau Schumann și cu creații în primă audiție ale compozitorilor elvețieni (printre care Ernest Bloch și Arthur Honegger). A dirijat concertul în premieră pe plan mondial în 1950 cu Golgota de Frank Martin la Geneva, Zürich și Paris. Începând din 1938 el a dirijat numeroase opere, inclusiv de Bizet, Gounod, Donizetti, Gluck (Orfeu și Euridice și Ifigenia), Mozart (toate marile opere, printre altele un Idomeneo cu Luciano Pavarotti în rolul titular și concertul în premieră Thamos, regele Egiptului). Este încă necesar să se menționeze a doua audiție mondială a concertului «Rakes' Progress» în prezența lui Stravinsky (1952) și pentru a 20-a aniversare a Concursului internațional de interpretare muzicală de la Geneva a operei Così fan tutte, cu foști laureați, în octombrie 1959). În 1957 a dirijat «Les Muses Galantes» de Jean-Jacques Rousseau, a cărei partitură a reconstituit-o pe baza bucăților separate depozitate la muzeul Abației Chaalis.
Rousseau a fost, de altfel, pentru Samuel Baud-Bovy un subiect de interes constant. Din 1960 până în 1986 i-a dedicat nouă studii, reunite și prezentate după moartea lui de către J.-J. Eigeldinger (analizând motivele diverse ale polemicii dintre Rameau și Rousseau, dezbaterea între muzica franceză și muzica italiană, originile prezentării cântecului Ranz des vaches în Dicționarul de muzică, recitalurile în limba franceză). Comentariile sale cu privire la muzica veche din Dicționarul de muzică de Rousseau, care a apărut în 1995 la Paris în Bibliothèque de la Pléiade, oferă concluzii noi despre activitatea de exeget al muzicii vechi a lui Rousseau.
La fel ca toți laureații „Premiul orașului Geneva”, Samuel Baud-Bovy este îngropat în Cimetière des Rois din Plainpalais.

## Cărți
- La chanson populaire grecque du Dodécanèse, Paris, 1936.
- La jeune poésie grecque, Lausanne, 1940.
- Poésie de la Grèce moderne, Lausanne, 1946.
- Études sur la chanson cleftique, Athènes, 1958 (cu transcrierea a 17 cântece lirico-narative înregistrare de casa de discuri Pathé în 1930).
- Chansons populaires de Crète Occidentale, Geneva, 1972.
- Essai sur la chanson populaire grecque, Nauplie, 1983.
- Jean-Jacques Rousseau et la musique, Neuchâtel, 1988.
- Chansons aromounes de Thessalie, Tesalonic, 1990.
- Μουσική καταγραφή στην Κρήτη 1953-1954, Athena, 2006.